# Megachile latimanus
Megachile latimanus là một loài Hymenoptera trong họ Megachilidae. Loài này được Say mô tả khoa học năm 1823.

## Hình ảnh

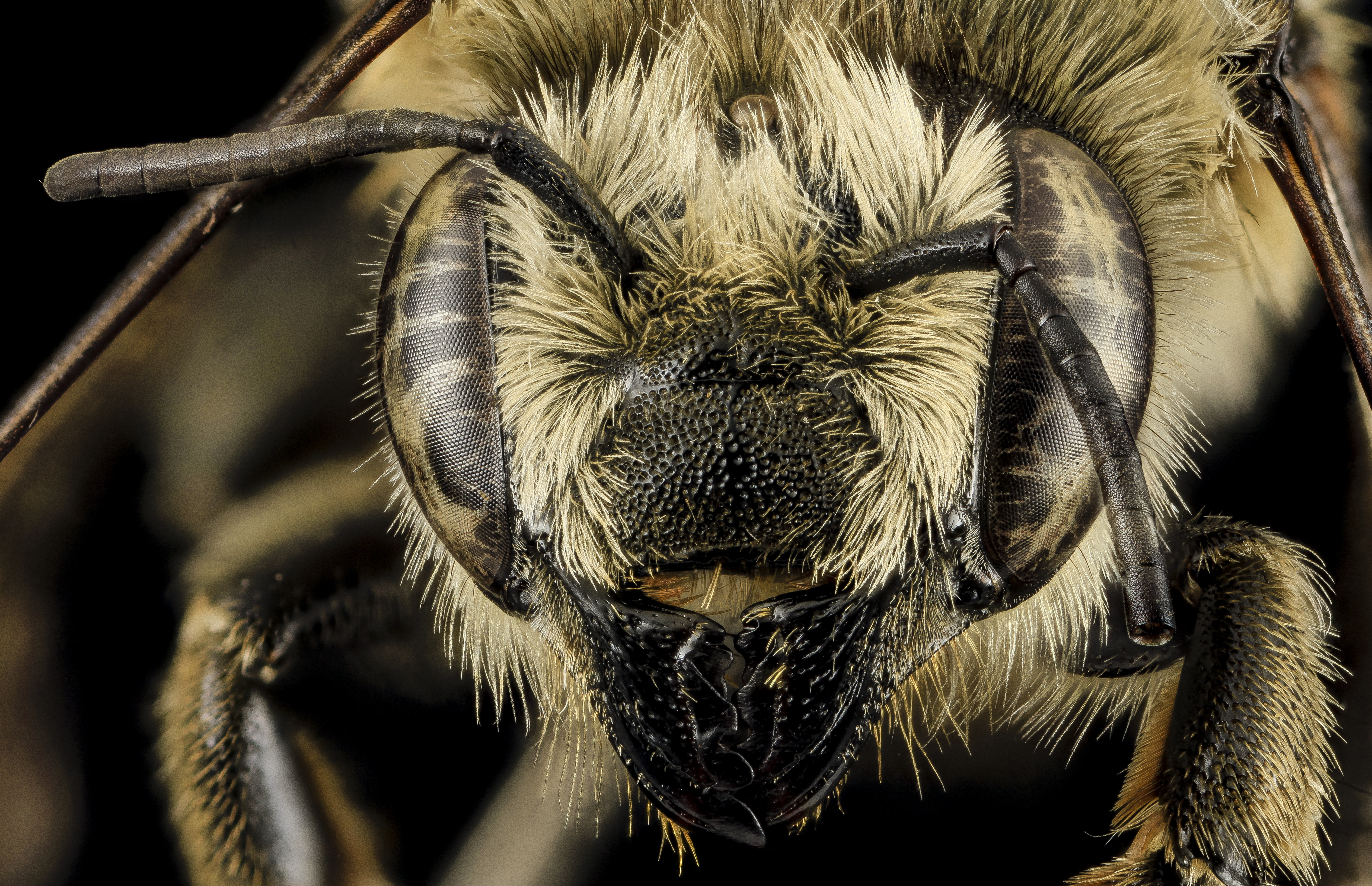
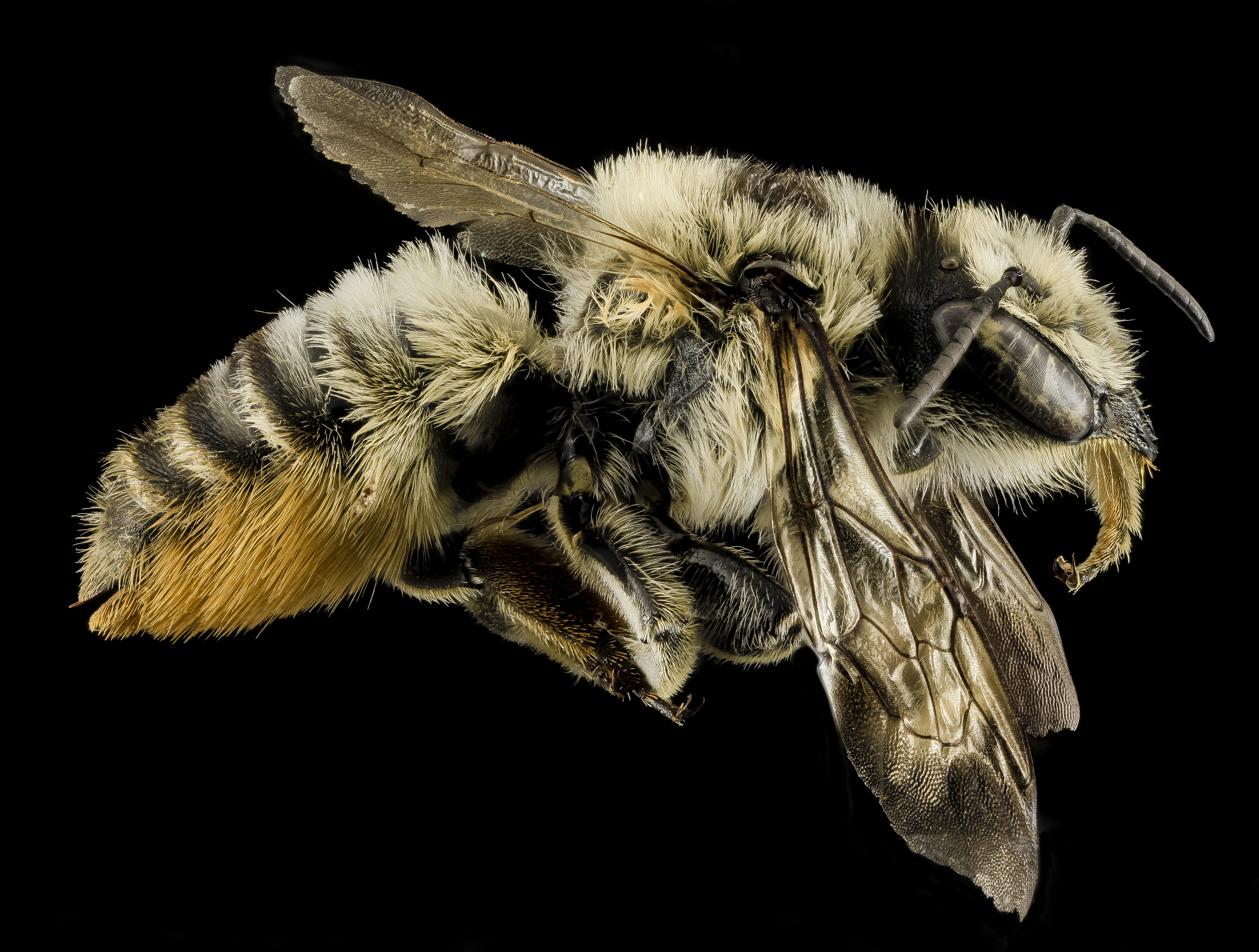
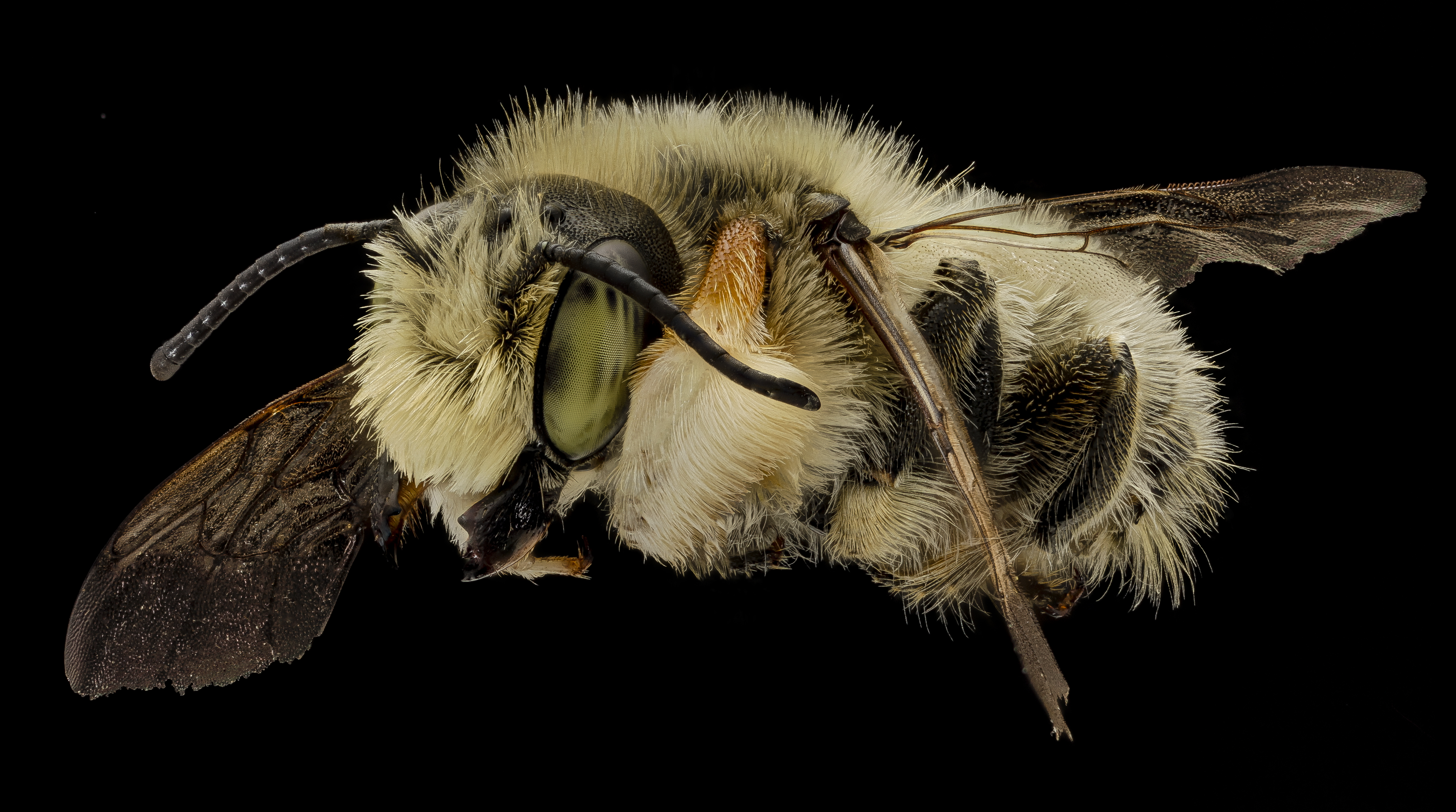